# L'Année suivante
Pour plus de détails, voir Fiche technique et Distribution.
L'Année suivante est le premier long métrage français  d'Isabelle Czajka, sorti en France le 7 février 2007 et présenté en avant-première au Festival européen du film court de Brest le 17 novembre 2006. Isabelle Czajka a obtenu pour ce film le Léopard de la meilleure première œuvre au festival de Locarno en 2006.

## Synopsis
Après la mort de son père, Emmanuelle, 17 ans, s'éloigne de sa mère et de ses études. Sa vie devient un enfer qu'elle communique malgré elle à son entourage.

## Fiche technique
- Titre original : L'Année suivante
- Réalisation : Isabelle Czajka
- Production : Serge Duveau
- Société de production : Pickpocket Productions
- Assistante réalisateur : Nathalie Cohen-Hadria
- Musique : Éric Neveux
- Photographie : Denis Gaubert
- Montage : Isabelle Manquillet
- Décors : Irène Galitzine
- Pays :  France
- Durée : 91 minutes
- Format : couleur
- Date de sortie : 
  -  France : 7 février 2007

## Distribution
- Anaïs Demoustier : Emmanuelle
- Ariane Ascaride : Nadine
- Patrick Catalifo : Roland Benoît
- Bernard Le Coq : François
- Coura Traoré : Aïssa
- Dan Herzberg : le conseiller d'éducation
- Alexis Loret : Antoine Parker
- Catherine Vinatier : Clarisse
- Salim Kechiouche : Nayib

## Analyse
Isabelle Czajka brosse un portrait intimiste d’une adolescente sur fond de banlieue morose. Emmanuelle est confrontée à l’absence de sa mère qui songe à refaire sa vie alors qu’elle ne parvient pas à faire le deuil de son père. Elle doit se construire dans une société consumériste à l’extrême où la sortie au supermarché est la seule distraction.[réf. nécessaire]

## Distinctions
- 2005: Film Lauréat de la Fondation Gan pour le Cinéma[1]